# راسبورة ثلاثية الخطوط
راسبورة ثلاثية الخطوط (الاسم العلمي:Rasbora trilineata ) (بالإنجليزية: Three-lined rasbora)‏ هي نوع من الأسماك تتبع جنس الراسبورة من فصيلة الشبوطيات.